# Robert Yeoman
 (janvier 2018).
Si vous disposez d'ouvrages ou d'articles de référence ou si vous connaissez des sites web de qualité traitant du thème abordé ici, merci de compléter l'article en donnant les références utiles à sa vérifiabilité et en les liant à la section « Notes et références ».
Robert David Yeoman, né le 10 mars 1951 à Philadelphie (États-Unis), est un directeur de la photographie américain.
Étant affilié à l'ASC, il est principalement connu pour ses très nombreuses collaborations avec Wes Anderson , où le film de ce dernier The Grand Budapest Hotel (2014) lui permettra d'obtenir une nomination aux Oscars.

## Filmographie
- 1983 : Hero d'Alexandre Rockwell
- 1984 : Hors de contrôle (Série TV)
- 1985 : To Live and Die in L.A. de Wang Chung, clip musical de William Friedkin
- 1985 : Once Bitten de Howard Storm
- 1986 : Mort ou vif de Gary Sherman
- 1986 : Les hommes du C.A.T. de William Friedkin (TV)
- 1987 : Le sang du châtiment de William Friedkin
- 1987 : Rented Lips de Robert Downey Sr.
- 1987 : Playboy: Bedtime Stories de Robert Hughes et Anthony Spinelli (Vidéo)
- 1988 : Toutes folles de lui de Bud S. Smith
- 1988 : Flic ou Zombie de Mark Goldblatt
- 1988 : Des soldats et des hommes (Série TV : 1 épisode)
- 1989 : Tap dance de Nick Castle
- 1989 : Cold Feet de Robert Dornhelm
- 1989 : Chasing Dreams de Therese Conte et Sean Roche
- 1989 : Drugstore Cowboy de Gus van Sant
- 1989 : Vidéokid de Todd Holland
- 1989 : The Big room (Série TV)
- 1990 : Dernières Volontés (Too Much Sun)  de Robert Downey Sr.
- 1990 : Kid de John Mark Robinson
- 1991 : The Dark Backward de Adam Rifkin
- 1991 : Harmonie parfaite de Will Mackenzie (TV)
- 1991 : The Linguini Incident de Richard Shepard
- 1991 : Coupable de Jan Eliasberg
- 1992 : The Paint Job de Michael Taav
- 1993 : Double Deception de Jan Egleson (TV)
- 1994 : Somebody to love de Alexandre Rockwell
- 1995 : Coldblooded de Wallace Wolodarsky
- 1996 : Bottle Rocket de Wes Anderson
- 1996 : The Substance of fire de Daniel J. Sullivan
- 1997 : Enquête à San Francisco de John Langley (Vidéo)
- 1997 : L'Idéaliste de Francis Ford Coppola
- 1997 : White Lies de Ken Shelden
- 1998 : The Pentagon Wars de Richard Benjamin (TV)
- 1998 : Permanent Midnight de David Veloz
- 1998 : Rushmore de Wes Anderson
- 1999 : Dogma de Kevin Smith
- 2000 : La fille de mes rêves de Kris Isacsson
- 2000 : Beautiful de Sally Field
- 2001 : Bad Luck! de Tom DiCillo
- 2001 : CQ de Roman Coppola
- 2001 : La famille Tenenbaum de Wes Anderson
- 2003 : Le Secret des frères McCann de Tim McCanlies
- 2004 : La Vie aquatique de Wes Anderson
- 2004 : Les désastreuses aventures des orphelins Baudelaire de Brad Silberling
- 2005 : Les Berkman se séparent de Noah Baumbach
- 2005 : Red Eye: Sous haute pression de Wes Craven
- 2007 : A bord du Darjeeling Limited de Wes Anderson
- 2007 : Hôtel Chevalier de Wes Anderson (Court-métrage)
- 2007 : Un enfant pas comme les autres de Menno Meyjes
- 2008 : Manolete de Menno Meyjes
- 2008 : Yes Man de Peyton Reed
- 2008 : Burn After Reading des Frères Coen
- 2009 : Bliss de Drew Barrymore
- 2010 : American Trip de Nicholas Stoller
- 2011 : Mes meilleures amies de Paul Feig
- 2012 : Moonrise Kingdom de Wes Anderson
- 2012 : Tiny is my girl (Série TV)
- 2013 : Les Flingueuses de Paul Feig
- 2014 : The Grand Budapest Hotel de Wes Anderson
- 2014 : Love & Mercy, la véritable histoire de Brian Wilson des Beach Boys de Bill Pohlad
- 2015 : Spy de Paul Feig
- 2016 : Sky Ladder: The Art of Cai Guo-Qiang de Kevin Macdonald (Documentaire)
- 2016 : Bright Lights: Avec Carrie Fisher et Debbie Reynolds de Alexis Bloom et Fisher Stevens (Documentaire TV)
- 2016 : SOS Fantômes de Paul Feig
- 2016 : The Toycracker: A mini-musical spectacular de Andreas Nilsson, Henry Sedler et Paul Nguyen (Court-métrage TV)
- 2017 : NFL Super Bowl Baby Legends (clip évènementiel)
- 2018 : Mamma Mia! Here We Go Again d'Ol Parker
- 2021 : The French Dispatch de Wes Anderson
- 2021 : Skincare de Jess Coulter (court métrage)
- 2022 : The Liar de Tony Hagger
- 2023 : Asteroid City de Wes Anderson
- 2023 : La Merveilleuse Histoire de Henry Sugar (The Wonderful Story of Henry Sugar) (court métrage) de Wes Anderson

## Distinction

### Nomination
- Oscars 2015 : meilleure photographie pour The Grand Budapest Hotel